# Matsoúki (Ioánnina)
Matsoúki, en grec moderne : Ματσούκι, est un village et un ancien dème du district régional d'Ioánnina, en Épire, Grèce. Depuis 2010, il est fusionné au sein du dème des Tzoumérka-du-Nord.
Selon le recensement de 2011, la population du dème ainsi que celle du village compte 455 habitants.